# Елена Българска
Елена Срацимир (на сръбски: Јелена Бугарска) е кралица и първа царица на Душановото царство – съпруга на цар Стефан Душан от династията на Неманичите. Сестра е на цар Иван Александър и майка на сръбския Стефан Урош V.

## Произход
Елена Срацимир е потомка на три престижни средновековни балкански владетелски рода – Комнини, Асеневци и Шишмановци. Тя е дъщеря на крънския деспот Срацимир и Кераца Петрица и внучка на Шишман I, владетел на Видин. Нейн чичо е цар Михаил III Шишман Асен. Елена е сестра на цар Иван Александър и на  деспот Йоан Комнин Асен, владетел на Канина и Валона. По линия на баба си е потомка на цар Иван Асен II и съпругата му Ирина Комнина чрез дъщеря им Анна-Теодора. На родословното дърво върху фреските на църквата „Св. Богородица“ в Матейче царица Елена, цар Урош, а вероятно и сестрата на Елена – Теодора, са представени (за разлика от всички други генеалогични дървета на сръбската династия) не като представители на династията Неманичи, а като потомци на фамилията Асеневци – Комнини.

## Управление

### Със Стефан Душан
През 1331 г. почти едновременно са свалени в Сърбия Стефан Дечански (Стефан Урош III), а в България - племенникът му Иван-Стефан. Новите им владетели, съответно Стефан Душан и Иван-Александър се споразумяват за съюз срещу общия си враг – Византия (1332 г.), чийто император Андроник III e бил съюзник на доскорошния български цар Михаил III Шишман във войната му със сърбите, но и съперник с него за контрола над тракийските градове и тези по Черноморието.
Част от договореностите по мира е и изпращането в Сърбия на българските принцеси Теодора и Елена Срацимир и женитбата на втората за краля. Сватбата между Елена и крал Стефан Душан е отпразнувана на 19 април (Великден) 1332 г. Така Елена става поредната българка, коронована за сръбска кралица, а след провъзгласяването на Душан за цар през 1346 г. – и за първа царица на Сърбия.
Раждането на престолонаследник (към 1336-1337 г.) увеличава престижа на Елена в сръбския двор, както и влиянието ѝ над мъжа ѝ и тя си служи с това за да облагодетелства роднините си. Брат ѝ Йоан Комнин Асен става най-известният и мощен феодал в Душановото царство, носител на титлата деспот (1349 – 1350 г.)  и сръбски наместник в Южна Албания около градовете Валона, Канина и Берат. Нейното царуване се отразява благотворно и върху българо-сръбските отношения.
През 1342 г. византийският претендент за император Йоан VI Кантакузин пристига в сръбския двор, за да търси подкрепата на Стефан Душан във войната с централната власт в Константинопол (Византийската гражданска война от 1341 – 1347 г.), но през това време жена му Ирина Асенина се опитва да организира убийството му с помощта на българския цар Иван-Александър, който от своя страна се обръща към за съдействие към сръбските владетели. Според автобиографичните писания на Йоан Кантакузин, Елена и съпругът ѝ отхвърлят предложението за участие в този заговор с голямо негодувание.
През 1347 г. цар Стефан Душан, царица Елена Срацимир и принц Стефан Урош посещават полуостров Света гора (Атон), където даряват богато тамошните манастири, а Елена остава в историята и като първата жена, посетила светилището. Освен това, през 1350 г. тя става гражданка на Венеция, вероятно в израз на благодарност за някоя важна услуга, оказана на републиката от нейна страна.

### Регентка на Урош V
Цар Стефан Душан умира неочаквано през 1355 г., оставяйки на престола младия си син Стефан Урош V, което дава възможност на Елена да поеме властта на царството като регентка на сина си до 1356 г. 
Според известния си пасаж за разпадането на Сръбското царство, Йоан Кантакузин вдовицата на Стефан Душан и сестра на българския цар Иван-Александър – Елена след 1355 г. подчинява под властта си много земи и градове, но не взема активно участие в междуособицата между цар Стефан Урош и цар Симеон Урош (Симеон Синиша – син на Мария Палеологина и Стефан Дечански). Други съвременни извори отчасти потвърждават, отчасти опровергават тези сведения. През май 1356 г. е засвидетелствано присъствието на сръбския цар в Сяр, където заедно с майка си той издава грамота за мелнишкия митрополит Кирил. От този период (до 1360 г.) датират и фреските в църквата „Св. Богородица“ в с. Матейче до Куманово, на които цар Урош е изобразен заедно с царица Елена. Вдовицата на Стефан Душан присъства и на държавния събор в Скопие през пролетта на 1357 г., което показва, че тя на практика подкрепя своя син Урош в борбата за Душановото наследство. 
Междувременно са подновени византийските аспирации към периферните области на Сърбия. През лятото на 1358 г. двама византийски феодали – братята Алекси и Йоан, правят опит нахлуват във владенията на Елена, в областта Завалтия (северозападно от планината Пангей). Най-възрастният син на Йоан Кантакузин – Матей, също се опитва да използва неуредиците в сръбската държава, за да разшири владенията си на запад. Като причина за решението на сина си да нахлуе в Мигдония (равнината около Филипи) Йоан Кантакузин изтъква желанието на най-видните архонти от „трибалите“ (сърбите) – кесаря Войхна, „архонта на Сяр" и дори самата царица Елена, да му предадат управляваните от тях градове. Матей Кантакузин пресича Христополските проходи, но излиза че неговият главен съмишленик – сръбският управител на Драма, кесарят Войхна, отсъства от града, а в Югоизточна Македония се намира сръбска войска, изпратена на царица Елена от цар Урош, за да спре похода на Алекси и Йоан. Войската на Матей двукратно отблъсква нападенията на сръбския отряд, но неговите турски наемници се разбунтуват и пожелават да се върнат обратно. По обратния път много от хората му са избити от местното население, а той е пленен в блатата около Филипи и предаден на кесаря Войхна, на когото Елена разрешава да постъпи с него „като с военна плячка“ (т.е. да поиска откуп за него). Това е ясно свидетелство, че връзките между владетелката на Сяр и кефалията на Драма фактически са били отношения между сюзерен и васал, каквито са били от своя страна и отношенията между цар Урош и царица Елена.

### Владетелка на Сяр

#### Установяване като самостоятелна владетелка
Въпреки че през 1356 г. царица Елена се замонашва и приема монашеското име Елисавета, тя продължава да се занимава с политика. По причини, които не са напълно ясни, Елена се оттегля в Сяр, но запазва владетелски права върху известни имоти в Зета. Цар Урош защитава активно владетелските права на царица Елена в Зета (към самовластие в областта се стреми и родът Балшичи). Изворите показват, че тя управлява Сярското княжество близо десетилетие след смъртта на Душан, като първоначално признава върховната власт на сина си. Властта на цар Урош в Сярска област чрез посредничеството на царица Елена поне до края на 1350-те г. е достатъчно стабилна и реална, въпреки тежненията ѝ към самостоятелност и разграничаване от управляващата в Сърбия династия. Нейното откъсване от сръбската държава не става чрез открит конфликт със сръбския цар, а по-скоро е закономерен етап в процеса на разпадане на Следдушанова Сърбия.

До 1360 г. царица Елена и цар Урош се споменават заедно като владетели и в съвременните преписки. През 1360 – 1361 г. царица Елена вече се споменава като напълно самостоятелна владетелка в Сяр. Най-късно от ноември 1360 г. Елена започва да води свой самостоятелен политически живот в Сярската област. В грамота от 1360 – 1361 г., с която цар Урош потвърждава дарове на царица Елена за манастира „Хилендар“, след подписа има бележка: „госпожа светата царица управлява сама в Сяр“. В документите, засягащи пряко владенията на Елена в Сярската област, името на сина ѝ след началото на 1360-те години вече не се споменава: явно се е считало, че дори теоретично сръбският цар няма владетелски права в земите, управлявани от царица Елена.

#### Отношения с васалите
Периодът на самостоятелното управление на Елена в Сяр (1360 – 1365 г.) се характеризира с редица нововъведения в системата на управление, чрез които държавната структура на Сярското княжество придобива определен и специфичен облик. Въведена e византийската институция на „вселенските съдии“ и „синклит“, съставен от нейни роднини и „дворяни“ (икии). Владетелката на Сяр има решаваща дума в работата на Сярската митрополия, решава спорове между отделни свои феодали. Тя притежава всички атрибути на независима владетелка. Така през 1360 – 1361 г. Сярското княжество на Елена вече има напълно изградена държавна структура и представлява добре уредена феодална държава, която още преди 1365 г. получава международно признание.
През втората половина на 1360-те години в Югоизточна Македония установява своята власт и Иван Углеша (отначало с титлата "велик воевода", по-късно – като деспот). Няма нито едно сведение, че това е станало против волята на царица Елена. Тя е много близка и с брат му Вълкашин Мърнявчевич, който вероятно се е издигнал с нейна подкрепа.

### Монети
Добрите отношения между царица Елена и цар Урош се доказват и от съвместните монети, които те секат след декември 1355 г. Запазените съвместни монети на царица Елена и цар Урош датират от 1356 – 1360 г., когато двамата се споменават все още заедно в редица исторически извори. 
След това царица Елена се споменава само заедно с крал Вълкашин, а последните сведения за управлението ѝ в Сяр са от август 1365 г. , съответно датировката им е 1360/1361 – август 1365 г.

#### Отношения с Византия
През пролетта или лятото на 1364 г. в Сяр пристига неофициално византийско църковно пратеничество, отначало възглавявано от починалия по пътя (вероятно - от чума) патриарх Калист I, който през 1351 – 1352 г. отлъчва цар Стефан Душан и сръбската църква, поради неканоничното провъзгласяване на царството и Печката патриаршия, и анатемосва царя. Според Йоан Кантакузин на константинополския патриарх e възложено да се спогоди с царицата-майка (а сега - и серска княгиня) за прекратяване на враждебните отношения между Византия и нейното княжество и за обща борба срещу османските пришълци в Тракия, а - като необходима предпоставка за това - и за прекратяване на схизмата. Изглежда патриарх Калист I е имал основание да вярва и че Елена Срацимир ще му посредничи за помирение със сина й, над когото е знаел, че има значително влияние. Кантакузин твърди, че княгинята и „най-видните трибали“ са приели радушно византийските пратеници и „всички заедно решили, че трябва (да се организира) военен поход срещу варварите“. По това време император в Константинопол (с претенции за всеобщ ромейски) е Йоан V Палеолог и това е само един от дипломатическите му сондажи в тази насока. Реална съпротива срещу турците, вероятно свързана с тях, е оказана от васалните на сръбските владетели братя Вълкашин и Углеша (разбити и убити в Битката при Черномен, срещу военачалниците Лала Шахин и Евренос бей, през 1371 г.)

#### Смърт
Царица Елена остава в Сяр най-късно до лятото на 1367 г., когато за нея се споменава в писмо на известния византийски учен Димитър Кидон. През август същата година тя се споменава и в дубровнишки документи и вероятно по това време тя вече се е намирала в двора на сина си цар Урош или в своите зетски владения. 
Царица Елена умира на 7 ноември 1374 г., датата на смъртта ѝ е посочена в хилендарски ръкопис.

## Семейство
Елена Срацимир има 3 братя и 1 сестра – Иван-Александър, Йоан Комнин, Михаил и Теодора. Когато деспот Никифор Орсини завзема Епир и Тесалия, отнемайки ги от Симеон Синиша, той се опитва да подобри отношенията си със сърбите и за целта се обръща директно към царица Елена (явно смятайки я за отговорна за съдбата й), искайки ръката на сестра ѝ Теодора. Всъщност той тогава е женен за Мария Кантакузина, но я е изоставил, по-късно е заставен отново да се събере с нея и женитбените му планове пропадат. Сходно е положението и с по-ранните опити за сгодяване на принцесата, свързани с евентуалното разтрогване в полза на тях на брака на Елена Кантакузина (сестра на Мария) с Йоан V Палеолог.
Първите години 4-5 от брака на Елена и Стефан Душан са трудни за българката, която все не ражда на краля мъжки наследник. Когато е вече бременна с бъдещия Стефан Урош V, под натиска на обкръжението си мъжът й Стефан Душан започва преговори с немския император за ръката на една от дъщерите му. Те са прекратени след успешното раждане на момчето през 1337 г. По-късно тя ражда и 2 дъщери, първата от които се казва Теодора, а другата - Ирина. Стефан Урош не оставя наследници, което води до окончателния разпад на царството му.
Правнучка на Елена Българска е Анна Филантропина, една от последните императрици на Трапезундската империя, чиято майка е потомка на царицата.

## Извори и литература
- Acta et diplomats res Albaniae mediae aetatis illustrantia, II, ed. L. Thalloczy, C. Jirecek, M. Šufflay, Vindobonae. 1918.
- Actes d’Esphigmenou. Textes, édition diplomatique par J, Lefort. Paris, 1973. Actes de Kutlumus; éd. P. Lemerie, Paris, 1945.
- Божилов, И. Родословието на цар Иван-Александър. ИПр., 3 – 4, 1981.
- Димитријевић, С. Нова серија нових врста српског средњовековног новца. Старинар, XV-XVI, 1964.
- Ioannis Cantacuzeni imperatoris historiarum libri IV, cura L. Schopeni, I—III, Bonnae, 1828 – 1832.
- Lemerle, P. Philippes et la Macédoine orientale à l’époque chrétienne et byzantine, Paris, 1945.*Nicol, D. The Byzantine Family of Kantakouzenos (Cantacuzenus) ca 1100 – 1460, Dumbarton Oaks, 1968.
- Mercati, G. Notizie di Procoro e Demetrio Cydone, Studi е Testi, 56, Roma, 1931.
- Наумов, Е. П. Господствующий класс и государственная власть в Сербии XIII-XV вв., М. 1975.
- Новаковић, С. Законски споменици српских држава средњег века. Београд, 1912.
- Новаковић, С. Срби и турци. Историјске студије о првим борбама с најездом турском пре и после боја на Косову. Београд, 1960 (трето издание).
- Окуньев, Я. JI. Грађа за историји српске уметности: 2. Црква Св. Богородица-Матеич. ГСНД, 7 – 8, 1930.
- Острогорски, Г. Серска област после Душанове смрти. Београд, 1965.
- Politis, L. Griechischen Handschriften der Serbischen Kaiserin Elisabeth, BSI, 2, 1930.
- Пурковић, M. Кад се покалудерила царица Јелена. ПКЈИФ, XII, св. 2 – 3, 1932.
- Пурковић, M. Јелена, жена цара Душана. Диселдорф, Штампарија „ОСТРОГ", 1975.
- Радојчић, С. Портрети срапских владара у Средњем веку, Скопље, 1934.
- Соловјев, А. Повеля крља Душана о манастиру Св. Николе у Врањи. ПКЈИФ, 7, 1927.
- Ђурић, В. Византијске фреске у Југославији. Београд, 1980.